# Синдром студента

Залежність прикладеного зусилля від часу що залишився на виконання.

Синдром студента — форма прокрастинації, яка полягає в тому, що людина, якій дали завдання, починає повністю зосереджуватись на ньому якомога пізніше до того моменту, коли завдання треба закінчити.. Це призводить до втрати всього запасного часу, який був врахований при оцінці трудомісткості та ризиків проєкту, та збільшенню рівня стресу. Це пов'язано з тим що цінність отримана від роботи очікується в майбутньому, цінність роботи яка сприймається в даний момент занижена.

## У навчанні
Найбільш поширений цей синдром серед студентів. Особливо яскраво він проявляється наприклад при написанні курсових, підготовці до іспитів та інших робіт що займають багато часу та зусиль. Для вирішення цієї проблеми можна використати правильну систему винагород.
Часом помилково вважають, що чим менше часу між завчанням матеріалу та іспитом, тим легше його запам'ятати, бо пам'ятати доведеться менший період часу. Насправді більшість матеріалу при такому підході зберігається в короткостроковій пам'яті, що може допомогти здати іспит, але не сприяє закріпленню матеріалу в довгостроковій пам'яті, бо для цього потрібні розподілені повторення.
Щоб допомогти вирішити цю проблему і почати роботу завчасно, німецькі студенти проводять «Довгу ніч відкладених курсових робіт».

## У керуванні проєктами
Синдром студента та закон Паркінсона (люди переважно не виконують завдання завчасно, навіть коли є така можливість) є поведінковими проблемами. Якщо на задачу виділено певний час, наприклад два тижні, то менеджменту буде важко змусити працівників закінчити роботу трохи швидше.  Ці проблеми намагається вирішити Метод критичного ланцюга. Цей метод рекомендує уникати прив'язаних до дати віх, щоб уникнути надмірного стресу. А також, оцінювати час необхідний на виконання окремої задачі без врахування запасного часу, щоб підтримувати достатньо мотивуючий рівень стресу. Для уникнення ризиків цей час не забирають зовсім, а переносять його в кінець проєкту.
Синдром студента зменшує ефективність роботи в спринтах.